# 甘肃山梅花
甘肃山梅花（学名：Philadelphus kansuensis），是为虎耳草科山梅花属下的一个种。

## 扩展阅读
維基物種上的相關：甘肃山梅花